# 小行星12159
小行星12159（12159 Bettybiegel）是一颗绕太阳运转的小行星，为主小行星带小行星。该小行星于1973年9月19日发现。

## 轨道参数
小行星12159的轨道半长轴为360 889 265 km，2.4123614 UA，离心率为0.149。